# Nagy sáskarák
A nagy sáskarák (Odontodactylus scyllarus), vagy csak egyszerűen sáskarák, a felsőbbrendű rákok (Malacostraca) osztályába tartozó sáskarákok (Stomatopoda) egyik legszínesebb és legnagyobb tagja. 
Alapvetően a Csendes- és az Indiai-óceán vizeiben fordul elő. Korallokkal gazdag területeken található meg, ahol saját kialakítású lyukakban él. Foltos páncélja zöldes színekben pompázik, összetett szemei nagyobb színskálát érzékelnek, mint az embereké. Hirtelen mozgással, 80 km/h sebességgel tud végtagjaival ütni, amit vadászatkor használ áldozata elejtésére. Ragadozóként csigákat, rákokat és kagylókat zsákmányol.

## Előfordulása
Általában a Csendes-óceán és az Indiai-óceán felszíni tengerfenekén terjedt el Guamtól egészen Kelet-Afrikáig. 3–40 méter között változó mélységű vízben megtalálható, de főleg 10–30 méter mélységben fordul elő. A víz hőmérsékletét tekintve a 22–28 °C-ot kedvelik. A korallzátonyok közelében, köztük az ausztráliai Nagy-korallzátonyon él, ahol a laza talajba ás lyukat lakhelyül.

## Neve
A nagy sáskarákot először Linnaeus írta le Systema naturae című művében 1758-ban mai binominális nevén.

## Megjelenése
A faj átlagosan 3–18 cm hosszú. Nagyon élénk színekkel rendelkezik: teste alapvetően olajzöld, leopárdmintához hasonló foltokkal a teste oldalain. A színek különbséget mutatnak a nemek között; a hímek általában élénkebb színűek a nőstényeknél. A páncéljuk kissé kiemelkedik, csak az arc alsó részét takarva, így a szemek szabadon maradnak.

### Végtagjai
A nagy sáskarák 80 km/h sebességgel történő ütéssel kapja el az áldozatát, szonolumineszcenciát generálva vele. Ez az ütés egy rugószerű mechanizmus segítségével történik: a végtag izmainak megfeszítésekor az állat váza eldeformálódik, és az így tárolt energia gyorsan kimozdítja a végtagot, amikor az állat ütést mér áldozatára, s végül a váz visszanyeri természetes alakját.
A végtagot egy ütésálló, nanorészecskés bevonat, a hidroxilapatit sűrű mátrixából álló nanokristály szerkezet borítja. A nanokristályok képesek eltárolni és felszabadítani a hatalmas energiát, miközben merevek és rugalmasak maradnak. Az anyag szerkezete lehetővé teszi, hogy ezeket az ütéseket többször is megismételjék anélkül, hogy az anyag károsodna vagy csökkenne az ereje.

### Szemei

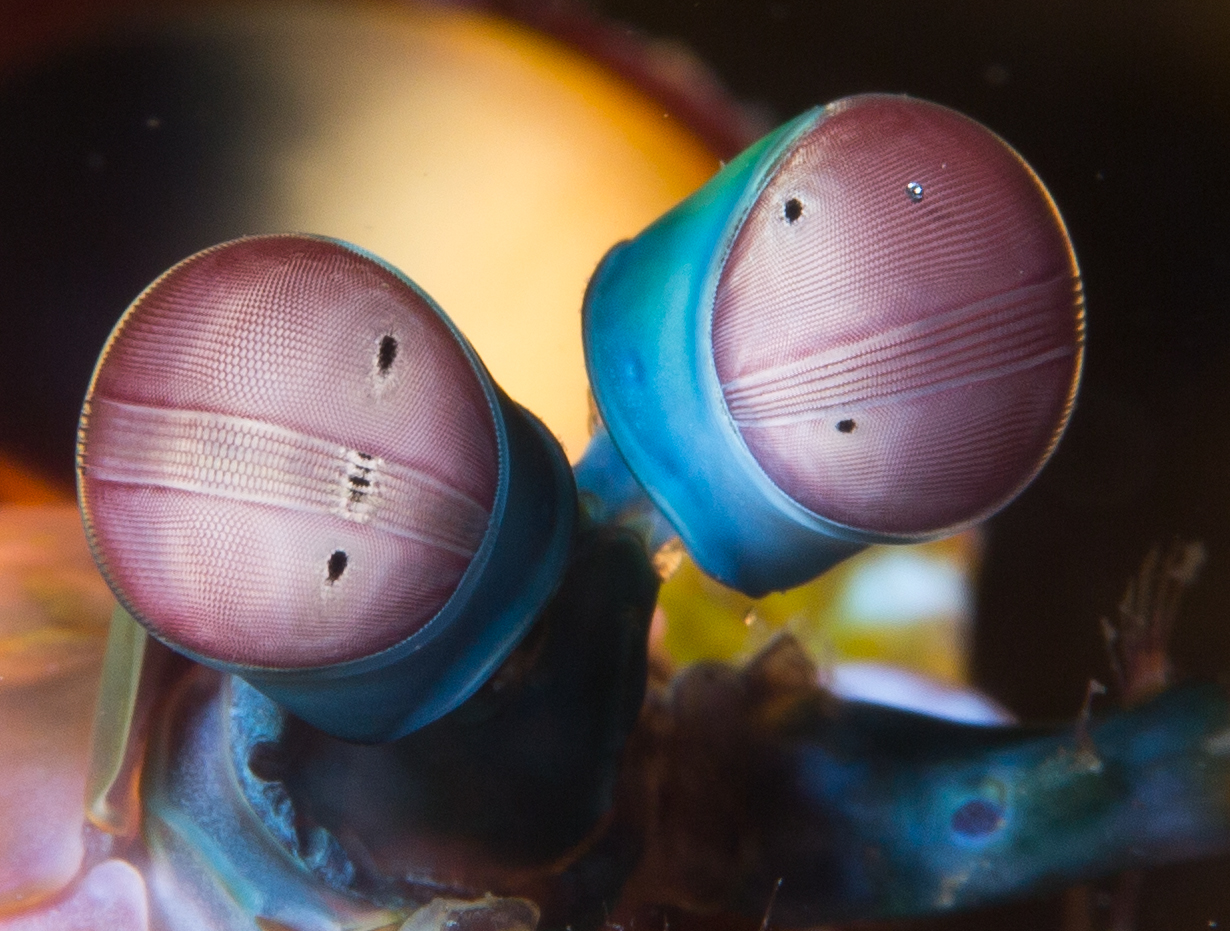
Összetett szemei közelről

A nyúlványokon elhelyezkedő kék színű összetett szemei külön mozgathatók. A faj nagyon kifinomult térlátással rendelkezik, valamint 12 alapszínt érzékel, ami négyszer több, mint amit az ember lát. Az alapszíneket közvetlenül a szemben elkülöníti, míg más élőlények, így az emberek is, először az agyba küldik az információkat, hogy ott kerüljenek feldolgozásra. A nagy sáskarák rendkívüli látással rendelkezik, melyben 16 különböző fotoreceptorral képes a teljes látható spektrumon, az ibolyántúli és infravörös sugárzásig szinte tökéletesen érzékelni a változásokat.
Mindemellett képes észlelni a polarizált fényt, azaz a fény hullámainak rezgési irányát, és az emberi szemnél fejlettebb módon dolgozza fel az információt. A polarizáció lehet lineáris (egyenes) vagy cirkuláris (körkörös), s a nagy sáskarák nemcsak látja mindkét típust, de képes az egyiket a másikba átalakítani, ami miatt kiválóan lát. A DVD- és CD-lejátszók is hasonló elven működnek, de az állat nagy szeme több színű fényt tud átalakítani a látható spektrumon belül.
A kutatások azt mutatják, hogy a faj ilyen jellegű látásának oka valószínűleg a táplálékszerzéssel vagy a szexuális életükkel függ össze.

## Életmódja
Ragadozó életmódot folytat, előnyben részesítve a csigákat, rákokat és kagylókat. A préda páncélját erős végtagjaival töri fel. A ragadozók elkerülése érdekében földalatti lyukában rejtőzik el, és rezgéseket használ, hogy elijessze őket. Gyakran hoz létre új lyukat magának, és a régit elhagyja, ezzel új élőhelyet nyújtva más vízi állatok számára. A nagy sáskarák átlagosan 4–6 évig él.

## Szaporodása

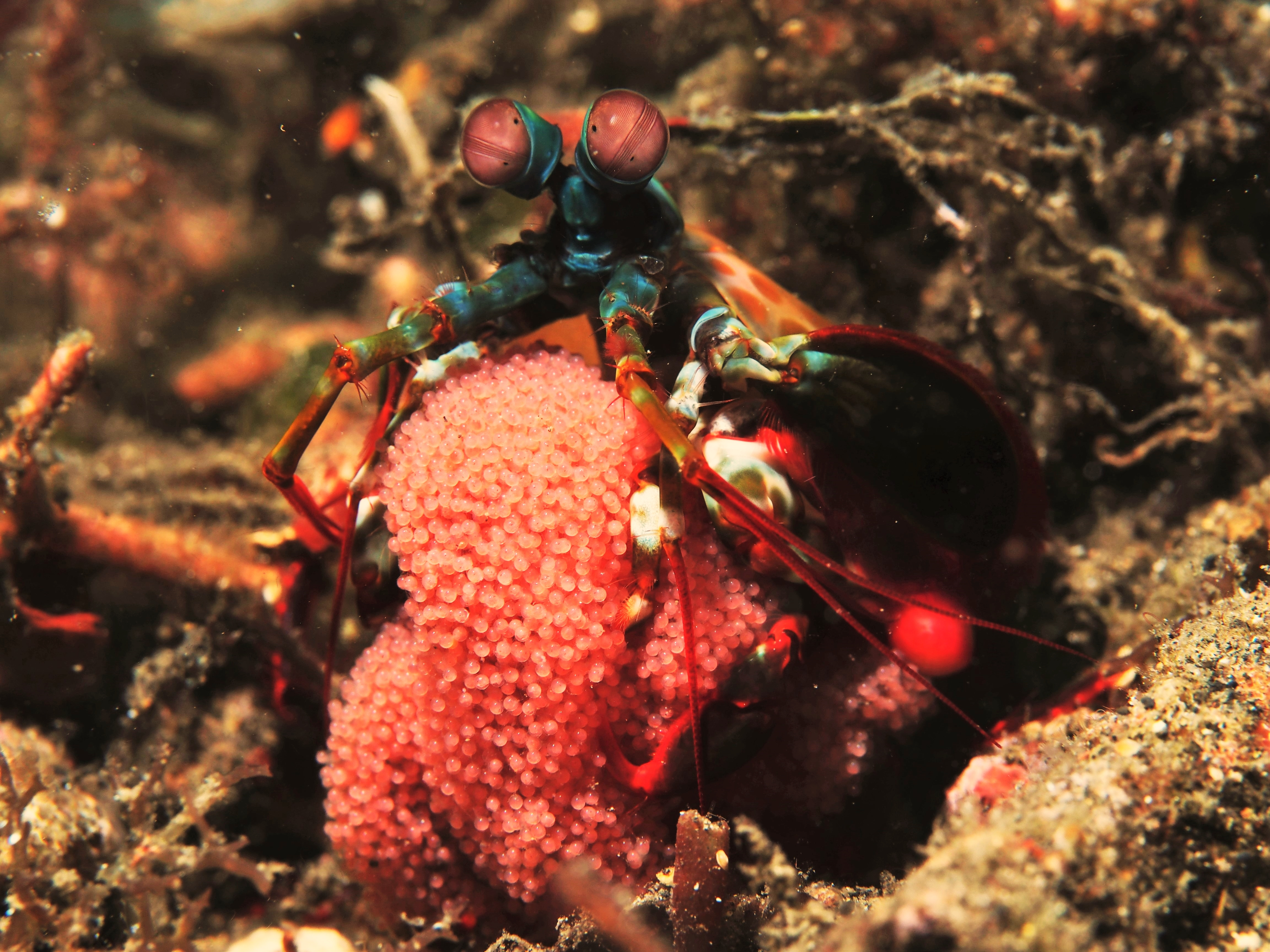
Nagy sáskarák petecsomóval

Általában a nagy sáskarák hűséges egyetlen párjához, de néha előfordul, hogy más partnerrel is párzik. A nőstények petézők, míg a hímeknek külső párzószervük van; a hím elereszti a spermáját, amit rövid ideig a nőstény tart meg, majd együtt engedi szabadon a saját petéivel, ahol a megtermékenyítés megtörténik. A megtermékenyített petéket egy ragasztó anyaggal összekötik, és a petecsomót a nőstény az első pár lábával hordozza, és gondoskodik róluk a kikelésükig. A lárva a petéből való kikelése után egyből vadászni kezd a nála kisebb élőlényekre. A nagy sáskarák lárvaállapotban alig éri el egy rizsszem nagyságát, végtagjai pedig kisebbek egy milliméternél. A lárvakorú rákok még nem olyan gyorsak, mint a felnőttek.

## Kutatása
A kutatók úgy vélik, hogy összetett szeme működéséből inspirációt merítve fejleszthetnek ki olyan DVD-lejátszókat, amelyek sokkal nagyobb kapacitású adathordozókat tudnak lejátszani a jelenlegi lemezeknél. Továbbá alkalmazhatnának ezen az elven működő kamerákat, amivel láthatóvá válnának a nem egészséges szövetek a más hullámhosszú fény visszaverődése által. Ez segíthet a rákos sejtek azonnali felismerésében, már a betegség korai szakaszában.
Nicholas Roberts, egy Bristoli Egyetem által szervezett kutatás résztvevője úgy gondolja, hogy a nagy sáskarák szeme, amely csövecskékké tekert sejtmembránokat tartalmaz, laboratóriumban reprodukálható lenne a folyadékkristályok alkalmazásával.
Ha mesterségesen elő lehetne állítani a nagy sáskarák végtagjain bevonatot alkotó hidroxilapatitot, az nagy hasznossággal járna az autóiparban és a védőfelszerelések tervezésében is.